# Spìrotextularia
Spirotextularia es un género de foraminífero bentónico de la subfamilia Spirotextulariinae, de la familia Spiroplectamminidae, de la superfamilia Spiroplectamminoidea, del suborden Spiroplectamminina y del orden Lituolida. Su especie tipo es Textularia sagittula var. fistulosa. Su rango cronoestratigráfico abarca el Holoceno.

## Discusión
Clasificaciones previas incluían Spirotextularia en el suborden Textulariina del Orden Textulariida, o en el orden Lituolida sin diferenciar el suborden Spiroplectamminina.

## Clasificación
Spirotextularia incluye a las siguientes especies:
- Spirotextularia atrata
- Spirotextularia ensis
- Spirotextularia fistulosa
- Spirotextularia floridana
- Spirotextularia lancea
- Spirotextularia obesa
- Spirotextularia pseudocarinata